# Dieter Kindlmann
Dieter Kindlmann (Sonthofen, 3 de Junho de 1982) é um tenista profissional alemão, seu melhor ranking de N. 130, em 2004.

## Titulos
| Legenda (Simples)      |
| Grand Slam (0)         |
| Tennis Masters Cup (0) |
| ATP Masters Series (0) |
| ATP Tour (0)           |
| Challengers (4)        |
| Futures (1)            |

| N. | Dat  | Torneio       | Piso    | Oponente na final       | Placar         |
| 1. | 2002 | Salônica      | Duro    | Konstantinos Economidis | W/O            |
| 2. | 2003 | Aschaffenburg | Saibro  | Marcello Craca          | 6–3, 6–4       |
| 3. | 2004 | Oberstaufen   | Saibro  | Jean-Rene Lisnard       | 6–7, 6–2, 6–4  |
| 4. | 2005 | Wolfsburg     | Carpete | Tobias Summerer         | 7–5, 4–1, RET. |
| 5. | 2008 | Nova Delhi-IV | Duro    | Joshua Goodall          | 7–6, 6–3       |